# Ylinenjärvi (sjö i Finland, Egentliga Finland)
Ylinenjärvi är en sjö i Finland. Den ligger i kommunen Birkala i landskapet Birkaland, i den södra delen av landet, 150 km nordväst om huvudstaden Helsingfors. Ylinenjärvi ligger 118 meter över havet. Arean är 8,4 hektar och strandlinjen är 1,39 kilometer lång. Sjön  ingår i Kumo älvs huvudavrinningsområde.   I omgivningarna runt Ylinenjärvi växer i huvudsak blandskog.